# Стубел
Стубел (болг. Стубел) — село в Болгарии. Находится в Монтанской области, входит в общину Монтана. Население составляет 615 человек.

## Политическая ситуация
В местном кметстве Стубел, в состав которого входит Стубел, должность кмета (старосты) исполняет Емилия  Григорова Йорданова (Граждане за европейское развитие Болгарии (ГЕРБ)) по результатам выборов правления кметства.
Кмет (мэр) общины Монтана —  Златко Софрониев Живков (независимый) по результатам выборов в правление общины.